# 1414

## Události
České země
- 11. října – Jan Hus se vydává na cestu do Kostnice na koncil. Do města dorazil 3. listopadu.
- morová epidemie na českém území

Svět
- 16. listopadu – zahájen koncil v Kostnici, který má vyřešit problém v katolické církvi – trojpapežství

### Probíhající události
- 1405–1433: Plavby Čeng Chea
- 1406–1428: Čínsko-vietnamská válka

## Narození
- 21. července – Sixtus IV., papež († 1484)
- 9. listopadu – Albrecht III. Achilles, braniborský kurfiřt, markrabě braniborsko-ansbašský a braniborsko-kulmbašský, krosenský kníže a slezský zemský hejtman († 1486)
- Anna Brunšvicko-Grubenhagensko-Einbecká, bavorská vévodkyně († 4. dubna 1474)
- Giovanni Conti, italský kardinál († 1493)

## Úmrtí
Česko
- 11. října – Stanislav ze Znojma, český filozof a teolog, mistr Univerzity Karlovy, stoupenec anglického reformátora Jana Viklefa (* asi 1351)

Svět
- leden – Devlet Hatun, manželka osmanského sultána Bajezida I. a matka sultána Mehmeda I. (* ?)
- 1. března – Viridis Visconti, rakouská vévodkyně (* asi 1350)
- 10. června – Beatrix Norimberská, vévodkyně rakouská, štýrská a korutanská a hraběnka tyrolská (* ok. 1360)
- 6. srpna – Ladislav I. Neapolský, neapolský král (* červenec 1376)
- ? – Teodor Koriatovič, kníže Podolí (* 1331)

## Hlavy státu
- České království – Václav IV.
- Svatá říše římská – Zikmund Lucemburský
- Papež –
- Anglické království – Jindřich V.
- Francouzské království – Karel VI.
- Polské království – Vladislav II. Jagello
- Uherské království – Zikmund Lucemburský
- Byzantská říše – Manuel II. Palaiologos